# Batalha de Krasnoi

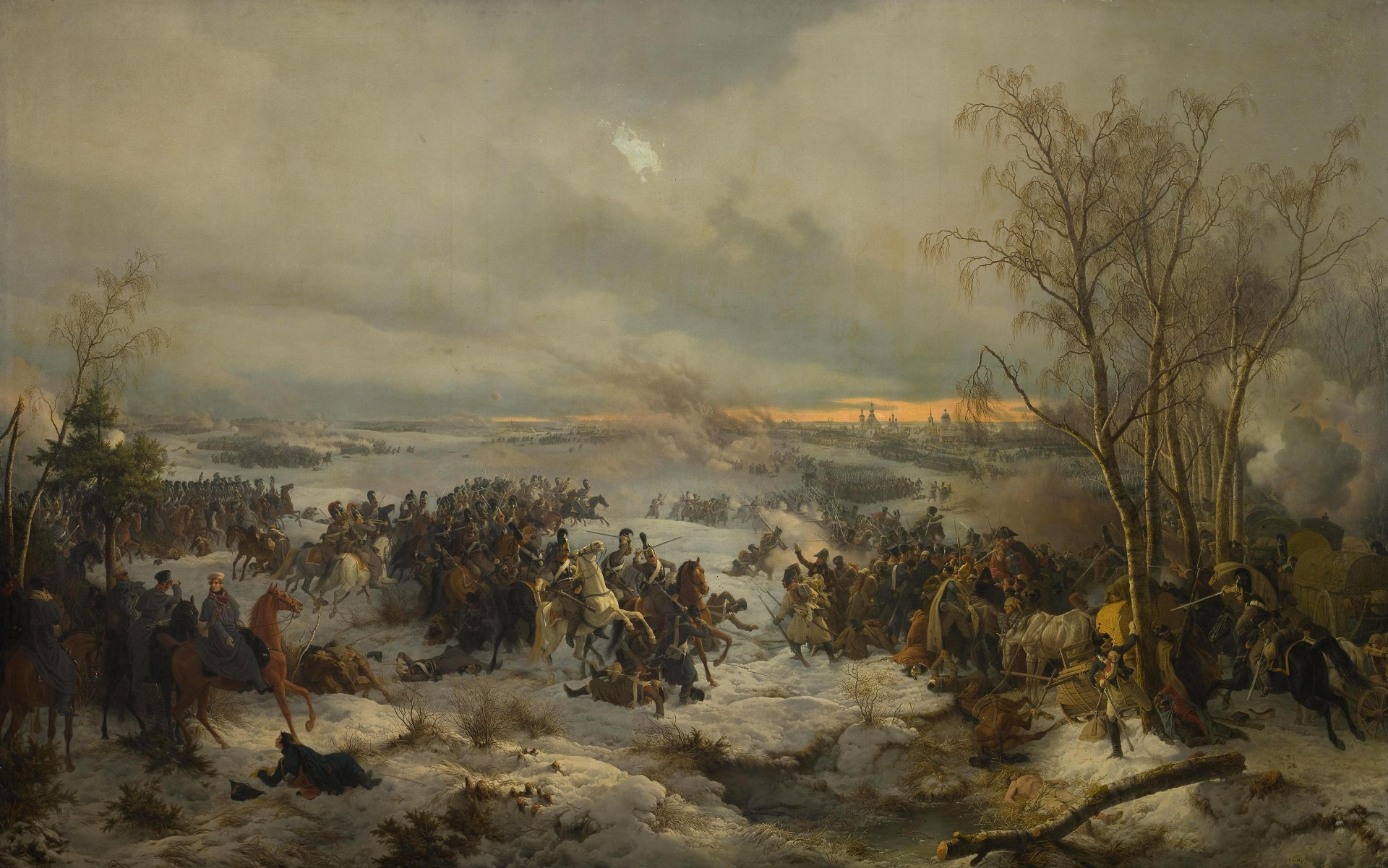
Peter von Hess: Batalha de Krasnoi em 16, 17 e 18 de novembro de 1812

A Batalha de Krasnoi (em Krasny ou Krasnoe) se desenrolou de 15 a 18 de novembro de 1812, marcando um episódio crítico na árdua retirada de Napoleão de Moscou. Ao longo de seis escaramuças, as forças russas sob o comando do marechal Kutuzov infligiram golpes significativos sobre os remanescentes da Grande Armée, já severamente enfraquecida pela guerra de atrito. Estes confrontos, embora não escalados para batalhas em grande escala, levaram a perdas substanciais para os franceses devido às suas armas e cavalos esgotados.

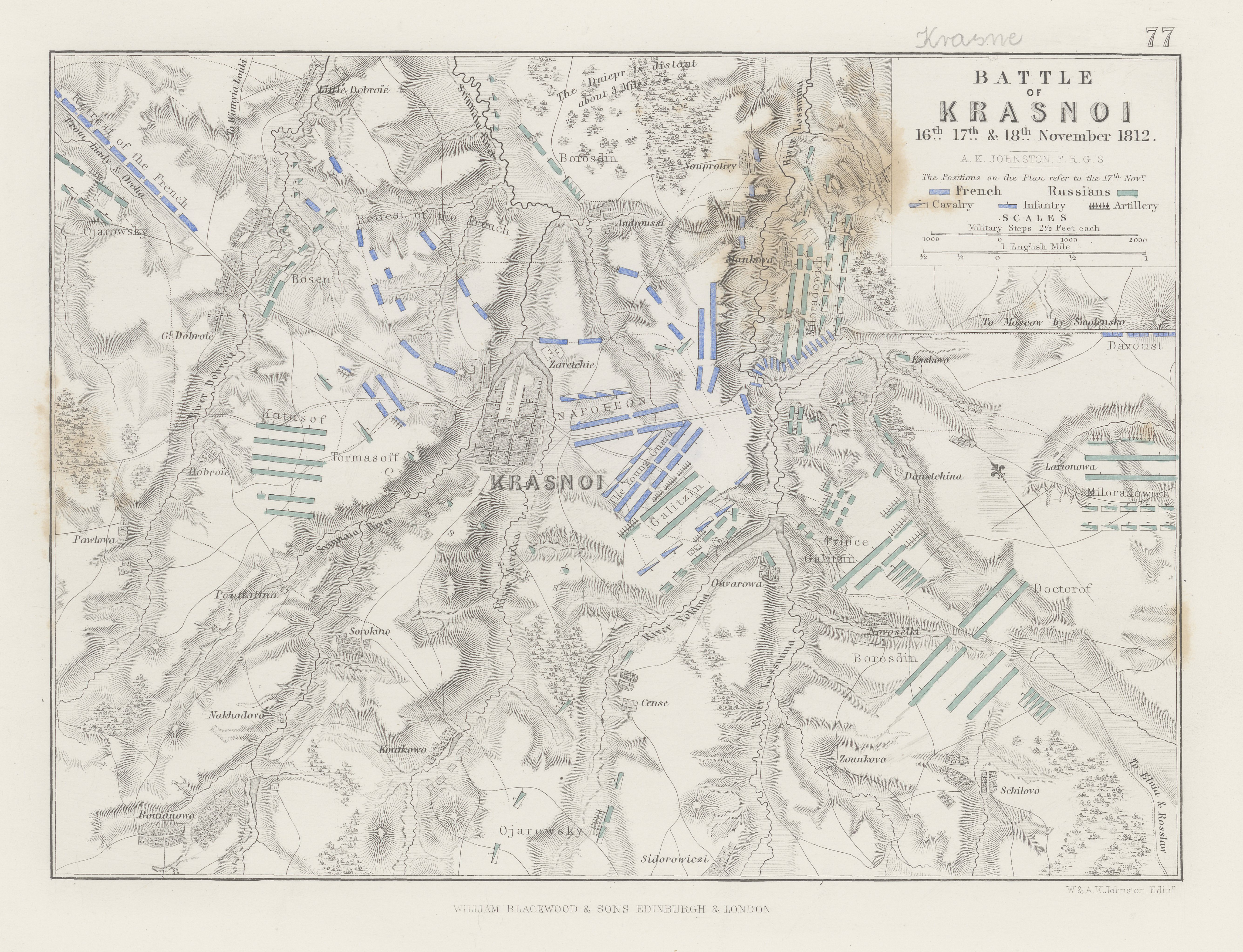
Keith Johnston: Batalha de Krasnoi em 16, 17 e 18 de novembro de 1812

Ao longo dos quatro dias de combate, Napoleão tentou apressar suas tropas, estendidas em uma marcha de 30 milhas, passando pelas forças russas posicionadas paralelamente ao longo da estrada alta. Apesar da superioridade do exército russo em cavalos e mão-de-obra, Kutuzov hesitou em lançar uma ofensiva completa, de acordo com Mikhail Pokrovsky, temendo os riscos associados a enfrentar Napoleão de frente. Em vez disso, ele esperava que a fome, o frio e a decadência na disciplina acabassem por desgastar as forças francesas. Essa estratégia, no entanto, o levou a um curso quase perpendicular, colocando-o no meio do corpo francês separado.

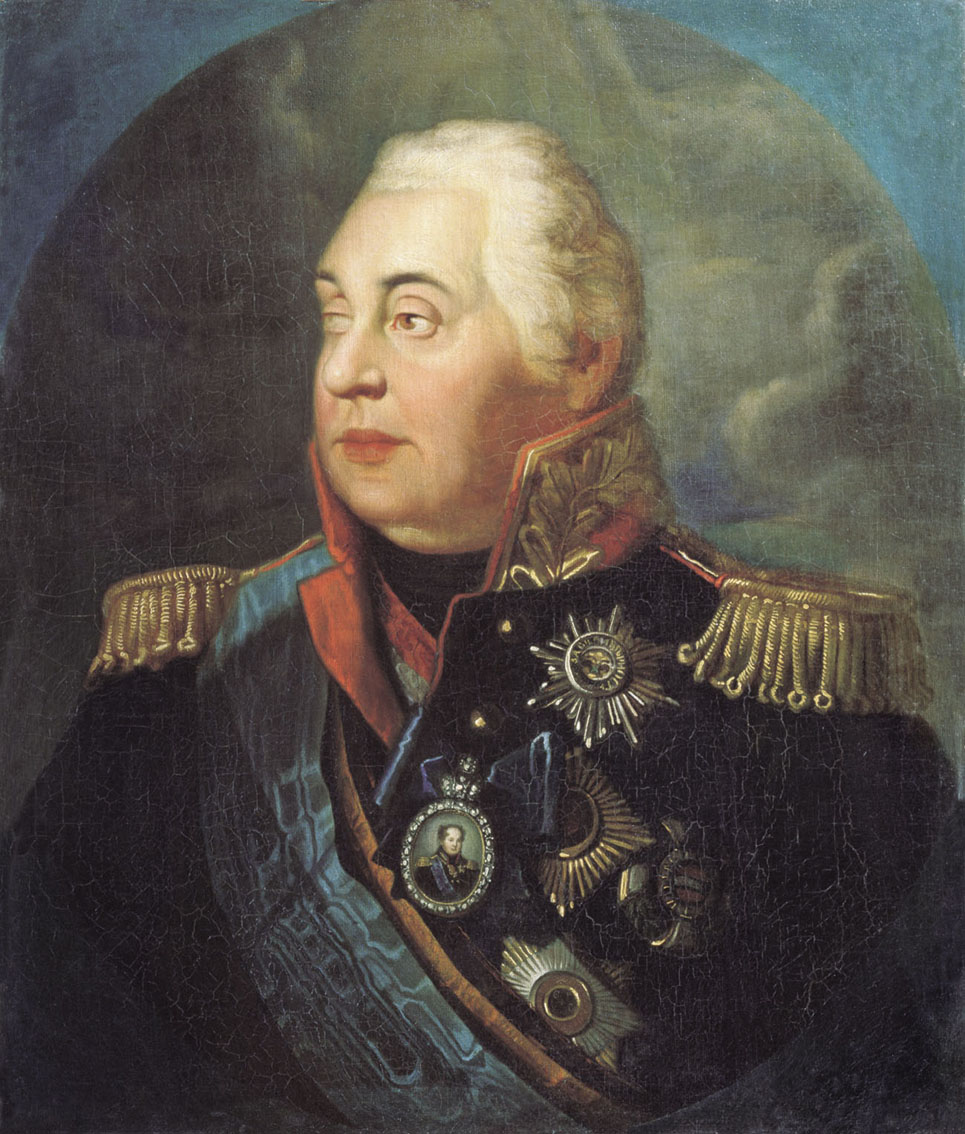
Marechal de campo
Kutuzov, que sobreviveu a duas lesões cerebrais, optou por não travar uma grande batalha em Krasnoi, apesar da força superior de seu exército. Um dos dois retratos de Roman Maksimovich Volkov

Em 17 de novembro, um momento crucial ocorreu quando a Guarda Imperial Francesa executou uma finta agressiva. Esta manobra levou Kutuzov a atrasar o que poderia ter sido um ataque final decisivo, levando-o a buscar apoio de seus flancos esquerdo e direito. Esta decisão estratégica permitiu que Napoleão retirasse com sucesso Davout e seu exército, mas também levou à sua retirada imediata antes que os russos pudessem capturar Krasny ou bloquear sua rota de fuga. Kutusow optou por não empenhar toda a sua força contra seu adversário, mas em vez disso optou por perseguir os franceses incansavelmente, empregando destacamentos grandes e pequenos para continuamente perseguir e enfraquecer o exército francês.
A decisão de se dividir em colunas se mostrou catastrófica, resultando em pesadas derrotas para o corpo de Eugene, Davout e Ney ao longo dos quatro dias de combate implacável. Os russos capturaram um número significativo de prisioneiros, incluindo vários generais e 300 oficiais, enquanto a Grande Armée foi forçada a abandonar a maior parte de sua artilharia restante e trem de bagagem.
No geral, a Batalha de Krasnoi infligiu perdas devastadoras às forças francesas, amplificando suas perdas já contínuas durante sua perigosa retirada. Apesar dos esforços valentes da Guarda Imperial, o confronto deixou os militares franceses em apuros e sem suprimentos e alimentos, enfraquecendo ainda mais seu já combalido exército.

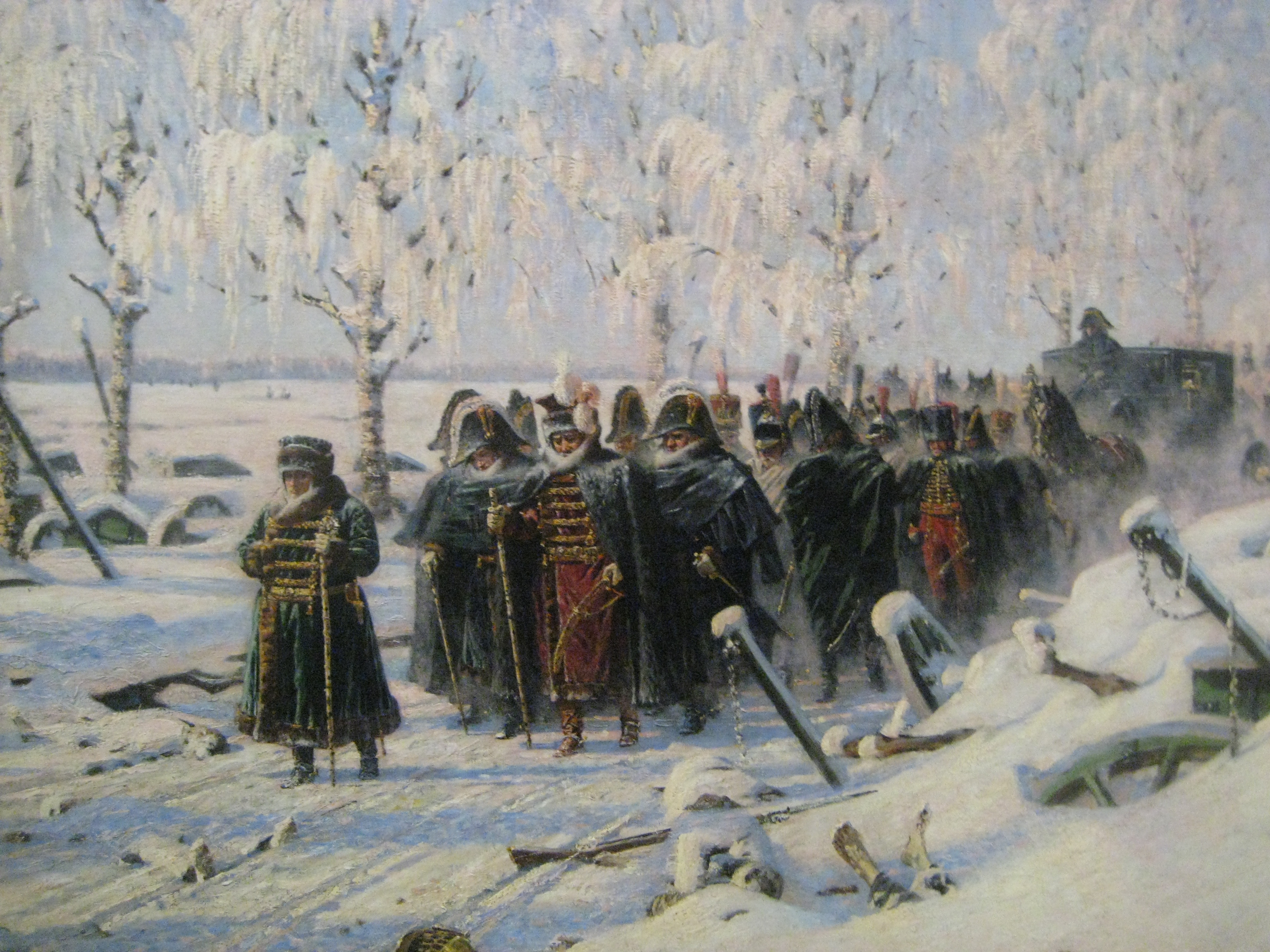
Napoleão com uma vara, por causa da superfície gelada. Saindo de Krasny, ele olhava para trás a cada 15 minutos, na esperança de que Ney chegasse. Pintura de Vasily Vereshchagin

Estima-se que as perdas francesas nas escaramuças de Krasny variem entre 6 000, 13 000 e 15 000 mortos; 1 200 feridos, com mais 26 000 capturados pelos russos. Quase todos os prisioneiros franceses eram retardatários. Muitos desses cativos foram transportados para Tambov e Smolensk. Os franceses também confiscaram cerca de 230 peças de artilharia, metade das quais foram abandonadas, juntamente com uma parte significativa de seu trem de suprimentos e cavalaria.  As baixas russas, em contraste, são estimadas em não mais de 5 000 mortos e feridos. Adam Zamoyski, seguindo Buturlin é outra opinião: entre Maloyaroslavets e Krasny, Kutuzov tinha perdido 30 000 homens, e outros tantos tinham ficado para trás, deixando-o com apenas 26 500 disponíveis para ação.

## Na cultura popular

### Participantes
Luísa Fusil

Louise Fusil, cantora e atriz francesa, que viveu na Rússia por seis anos e retornou com François Joseph Lefebvre, comandando a Velha Guarda, escreveu:
Quando chegamos a Krasnoy, o cocheiro me disse que os cavalos não podiam ir mais longe. Desmontei, na esperança de encontrar sede na cidade. Estava ficando leve. Segui o caminho percorrido pelos soldados, e cheguei a uma ladeira extremamente íngreme; Foi como uma montanha de gelo que os soldados deslizaram de joelhos. Não querendo fazer o mesmo, fiz um desvio e cheguei sem acidente. Pedi a um oficial para o quartel-general. "Acho que ele ainda está aqui", ele me disse, "mas não estará por muito tempo, porque a cidade está começando a queimar". 
Em Krasny, Fusil pegou um bebê, deixado por sua mãe duas vezes e o levou para a França. Não está claro o que aconteceu com Madame Aurore de Bursay, a líder do Teatro Francês em Moscou. Sentou-se em seu traje de teatro em cima de um canhão.
Dominique Jean Larrey

O cirurgião francês Dominique Jean Larrey escreveu:
Era urgente que o exército retomasse sua marcha após a batalha, a fim de evitar um novo ataque, e alcançar, o mais rápido possível, as partes que eram habitadas e providas de armazéns. Todas as tropas, com algumas exceções, estavam sem armas e em completa desordem. A guarda, embora reduzida a menos da metade de seu número original, era o único corpo que havia preservado suas armas e boa disciplina. Era esse corpo que protegia a marcha das tropas isoladas, e mantinha em admiração as do inimigo, que incessantemente nos perseguia e assediava. Em nossa partida de Krasnoe, a temperatura subiu de dez para doze graus, e nossos sofrimentos com o frio foram muito diminuídos. 

### Literatura

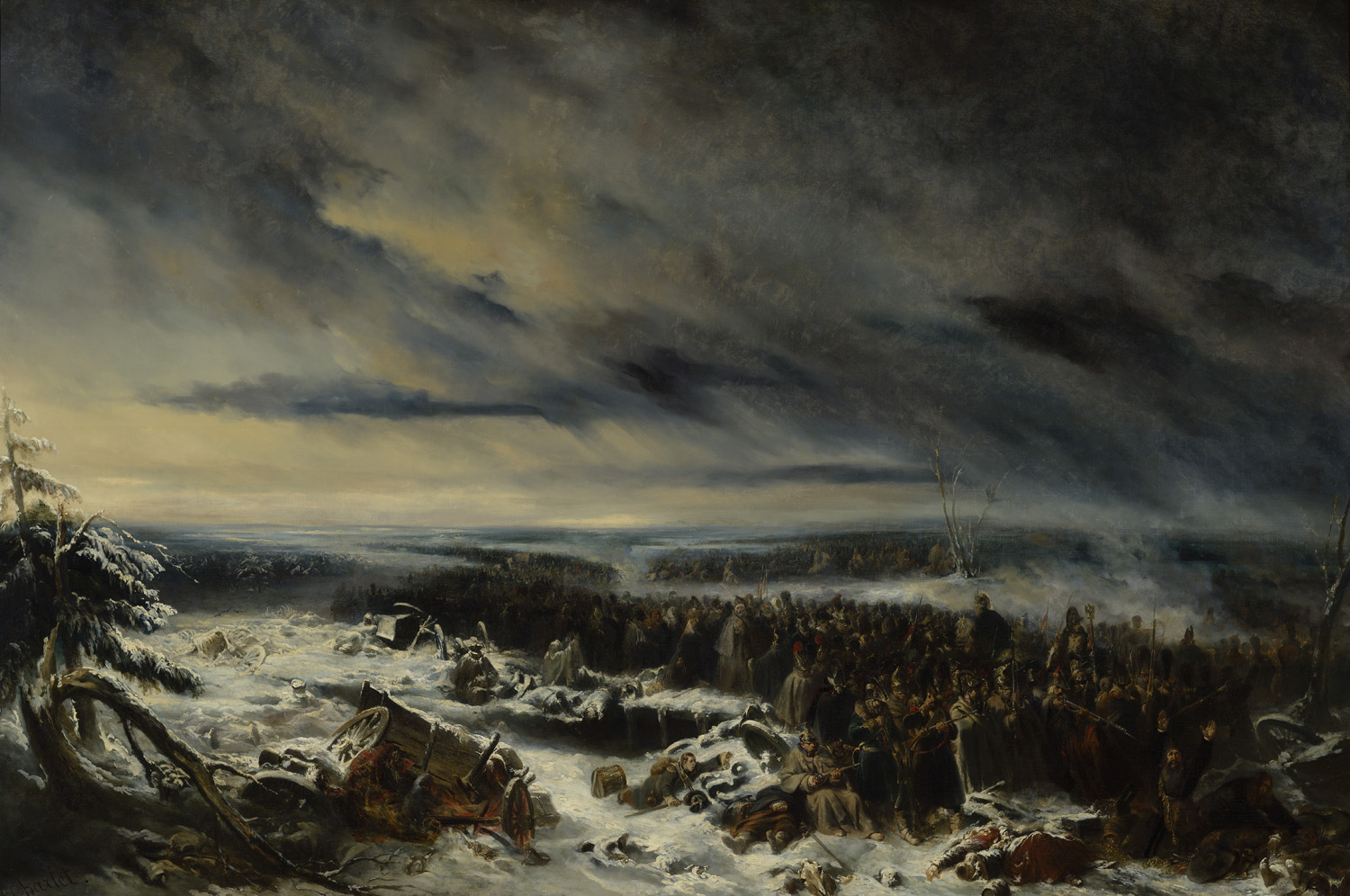
Um episódio da Campanha Russa (1836) por Nicolas-Toussaint Charlet

Leo Tolstói faz referência à batalha em sua Guerra e Paz. Ao longo do romance, mas particularmente nesta seção, Tolstói defende as ações de Kutuzov, argumentando que ele estava menos interessado na glória de derrotar Napoleão do que em salvar soldados russos e permitir que os franceses continuassem se destruindo com uma rápida retirada. 
[Miloradovich], que gostava de salsas com os franceses, enviou enviados exigindo sua rendição, perdeu tempo e não fez o que lhe foi ordenado.
À noite - depois de muita disputa e muitos erros cometidos por generais que não foram aos seus devidos lugares, e depois de ajudantes terem sido enviados com contraordens - quando se tornou claro que o inimigo estava em toda parte em fuga e que não poderia e não haveria batalha, Kutuzov lef Krasnoe...

Em 1812 e 1813, Kutuzov foi abertamente acusado de asneira. O imperador estava insatisfeito com ele. ... Diz-se que Kutuzov era um astuto mentiroso da corte, com medo do nome de Napoleão e que, por seus erros em Krasnoe e na Berezina, ele privou o exército russo da glória da vitória completa sobre os franceses. 
No "Epílogo", Tolstói oferece suas reflexões sobre os eventos históricos retratados no romance e discute sua filosofia da história. A segunda parte do epílogo contém a crítica de Tolstói a todas as formas existentes de história dominante. Ele compartilha sua perspectiva sobre as limitações da historiografia tradicional e questiona a noção predominante de que a história é moldada unicamente pelas ações de grandes indivíduos. Em vez disso, Tolstói enfatiza o papel das ações coletivas e a interconexão de várias forças sociais na formação de eventos históricos.